# Peter Mokaba
Peter Mobaka (né le 7 janvier 1959 près de Pietersburg, Transvaal en Afrique du Sud et décédé à Johannesburg, Gauteng, Afrique du Sud le 9 juin 2002) est un activiste et homme politique, membre du congrès national africain, membre du parlement (1994-2002) et vice-ministre des affaires environnementales et du tourisme (1996-1999) dans le gouvernement Mandela. 

## Biographie
En 1976, il s'engage dans la lutte armée contre l'apartheid et est arrêté à plusieurs reprises.
Membre puis président de divers partis de jeunes contre l'apartheid, il dissout ces formations en 1990 pour reformer la Ligue de jeunesse du Congrès national africain. Au début des années 90, il devient célèbre nationalement pour ses chants et slogans anti-Afrikaners dont le célèbre chant Kill the boer, kill the farmer (tuer le Boer, tuer le fermier)".
En 1994, il est élu membre du parlement Sud-africain puis devient de 1996 à 1999 le vice-ministre des affaires environnementales et du tourisme dans le gouvernement Mandela. 
Proche de Winnie Madikizela-Mandela, il se fait aussi remarquer pour des propos controversés sur le Sida. 
Bien que malade depuis 1999, il est nommé directeur de campagne pour l'ANC en vue des élections générales de 2004 mais, à la suite de problèmes respiratoires, il meurt le 9 juin 2002 à l'âge de 43 ans à son domicile de Sandton à Johannesburg. Il a 3 enfants. Il est enterré à Pietersburg en présence des principaux chefs de l'ANC dont les présidents Nelson Mandela et Thabo Mbeki, et d'une foule nombreuse entonnant le chant qui l'a rendu célèbre Dubul' ibhunu (Kill the Boer, Kill the farmer).

## Hommages
Le stade de Polokwane qui est construit pour accueillir la Coupe du monde de football de 2010 a été nommé en son souvenir stade Peter Mokaba.

## Sources
- Hambe Kahle Peter Mokaba, Mail& Guardian, 2002
- Biographie de Peter Mokaba  sur le site de l'ANC
- Aids dissident Peter Mokaba dies
- Nécrologie de Peter Mokaba